# Medgar and Myrlie Evers Home National Monument
La maison de Medgar Evers (en anglais : Medgar Evers House), officiellement monument national de la maison de Medgar et Myrlie Evers (Medgar and Myrlie Evers Home National Monument) est une habitation de Jackson dans le Mississippi. Elle est inscrite au Registre national des lieux historiques en 2000 et classée National Historic Landmark en 2016.
Située au 2332 Margaret Walker Alexander Drive, elle est le lieu où Medgar Evers et Myrlie Evers-Williams, deux militants du mouvement afro-américain des droits civiques ont résidé. Medgar Evers y a été également assassiné en 1963.